# Fontaine-Chaalis

Fontaine-Chaalis este o comună în departamentul Oise, Franța. În 1 ianuarie 2022 avea o populație de 326 de locuitori.